# NGC 3713
NGC 3713 est une galaxie lenticulaire (barrée ?) située dans la constellation du Lion. NGC 3713 a été découverte par l'astronome germano-britannique William Herschel en 1785.

## Caractéristiques
Sa vitesse par rapport au fond diffus cosmologique est de 7 200 ± 21 km/s, ce qui correspond à une distance de Hubble de 106,2 ± 7,4 Mpc (∼346 millions d'al).
À ce jour, une mesure non basée sur le décalage vers le rouge (redshift) donne une distance d'environ 96,900 Mpc (∼316 millions d'al). Cette valeur est légèrement à l'extérieur des valeurs de la distance de Hubble. Notons que c'est avec la valeur moyenne des mesures indépendantes, lorsqu'elles existent, que la base de données NASA/IPAC calcule le diamètre d'une galaxie et qu'en conséquence le diamètre de NGC 3713 pourrait être d'environ 42,6 kpc (∼139 000 al) si on utilisait la distance de Hubble pour le calculer.

## Paire de galaxies
Les galaxies NGC 3713 et NGC 3714 forment une paire de galaxies.